# نادي خان لنكران
نادي خان لنكران (بالإنجليزية: Xan Lankaran FK)‏ هو نادي هواة لعبة كرة قدم في أذربيجان، ولقد تأسس في مدينة لنكران.

## تاريخ نادي
تأسس نادي "خان لانكران" في عام 2021، بمبادرة من الأذربيجاني بارفيز حسينوف، وهو مواطن من الاتحاد الروسي.
بدأ هذا الفريق للعمل تحت اسم "ماموستا".
المدرب الرئيسي للنادي هو إبراهيم أوزونكا الذي عمل في فئة أضنة دمير سبور.
لعب فريق خان لانكران لكرة القدم بفرق كرة القدم "أستارا" و "أوميد" و "أركيفان" و "جوبوستان"، وأنهى مباريات المجموعة دون هزيمة وكقائد.

## وصلات خارجية
لم يتم العثور على روابط لمواقع التواصل الاجتماعي.